# Maxim Sosontowitsch Beresowski

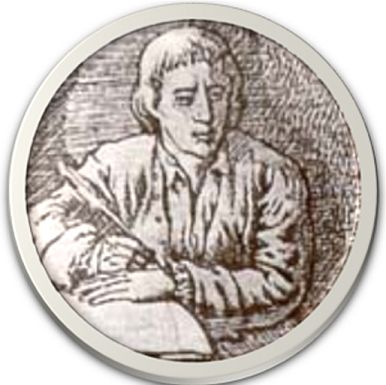
Maxim Beresowski

Maxim Sosontowitsch Beresowski (auch Maxim Berezovski, Maksim Berezovsky, Maksym Berezovsky; russisch Максим Созонтович Березовский; * 16.jul. / 27. Oktober 1745greg., vermutlich in Gluchow, Russisches Kaiserreich, heute Ukraine; † 22. Märzjul. / 2. April 1777greg. in Sankt Petersburg, Russisches Kaiserreich) war ein russisch-italienischer Komponist, Opernsänger (Tenor), Bassist und Geiger ukrainischer Abstammung, der hauptsächlich in der Kaiserlich Russischen Hofkapelle in St. Petersburg diente.

## Leben
Der Geburtsort von Beresowski ist unbekannt. Traditionell wird in der Forschungsliteratur die Stadt Gluchow als möglicher Geburtsort in Betracht gezogen; allerdings gibt es keine historischen Dokumente, die diese Vermutung bekräftigen können. Es ist vermutet, dass er in Kiew an der Mohyla-Akademie studieren konnte. Die ersten historischen Angaben über sein Leben sind erst seit dem Jahr 1758 nachweisbar. Zu diesem Zeitpunkt diente Beresowski dem Kaiser Peter III. als Hofsänger. Zwischen 1765 und 1773 war er ein Schüler von Padre Martini aus Bologna und wohnte in der Stadt Oranienbaum bei St. Petersburg und in Italien. 1796 fuhr Beresowski zusammen mit Padre Martini nach Bologna, um dort seine Kenntnisse im Bereich der italienischen Musik zu vertiefen. Er kehrte 1774 auf Wunsch von Graf Potjomkin nach Russland zurück, um in Krementschug eine Musikakademie aufzubauen.
Über das Leben von Beresowski gibt es diverse Erzählungen. Einer Legende nach, als Beresowski sich in eine Sängerin am Hof von Graf Rasumowski verliebte, reagierte der Graf eifersüchtig und verbannte diese Frau nach Sibirien. Beresowski verfiel in Depressionen und begann zu trinken. Er zog nach Sankt Petersburg weiter, aber mit seinen Werken, die stilistisch bereits die russische Romantik vorwegnahmen, hatte er keinen Erfolg, und er erhielt nur eine vorläufige Stellung beim Hoforchester. Er nahm sich 1777 das Leben. Diese romantisch geprägte Legende wurde erst im 19. Jahrhundert erfunden; ihr Verfasser war Ewgenij Bolchowitinow, der seinerseits diese Erzählung unter dem Eindruck vom Schicksal der Fürstin Tarakanowa geschrieben hat. Den modernen Untersuchungen von Marina Ritzarev nach, sei Beresowski in St. Petersburg nach einer Erkrankung verstorben.
Von seinen Instrumentalwerken ist besonders ein Konzert für vier Instrumente und Cembalo in g-Moll zu nennen.

### Geistliche Musik
Beresowski ist für seine spirituellen Konzerte bekannt, die er nach seiner Rückkehr aus Italien komponiert hat. Das beliebteste unter ihnen ist das Konzert Verstoße mich nicht im Alter. Beresowskis geistliches Musikwerk umfasst die Liturgie, Abendmahlsgedichte, ein Loblied und eine Reihe von Konzerten, von denen nur ein kleiner Teil erhalten ist, darunter vier Abendmahlshymnen, die musikalisch mit ukrainischen Volksliedern verwandt sind und zur Tradition des Kiewer Gesangs gezählt werden, ein Repertoire von Melodien, die in der Liturgie der Kiewer Rus verwendet wurden. Dieser unverwechselbaren Stil entwickelte sich im 11. Jahrhundert aus den früheren byzantinischen und bulgarischen Gesängen.
Neben kirchenslawischen Texten verwendete er auch Texte in Englisch (Lobpreis) und Deutsch („Unser Vater“).
Verschiedenen Quellen zufolge umfassen Beresowskis geistliche Werke nicht weniger als zwölf geistliche Konzerte, einen vollständigen Zyklus liturgischer Hymnen u. Von diesen wurden im späten 19. Jahrhundert von P. Jurgenson und anderen sechs Konzerte und die Liturgie des Hl. Johannes Chrysostomus für Männerstimmen veröffentlicht. Einige von ihnen weisen einen meisterhaften Chorsatz auf, während andere in der künstlerischen Gestaltung recht einfach sind.
In seiner Arbeit verband er die Erfahrungen der damaligen westeuropäischen Musikkultur mit den nationalen Traditionen der Chorkunst. Zusammen mit Dmitri Stepanowitsch Bortnjanski schuf er ein klassisches Chorkonzert.

### Drei Sinfonien
Am Silvesterabend des 31. Dezember 2021 führten als Weltpremiere das Kiew Soloists Ensemble unter der Leitung von Kirill Karabits in der restaurierten St.-Andreas-Kirche in Kiew bedeutsam und symbolisch drei Sinfonien Beresowskis auf, von denen zwei gerade gefunden wurden.
In den frühen 2000er Jahren wurde dank der Bemühungen des amerikanischen Dirigenten Stephen Fox Beresowski verschollenes Werk Sinfonie in C-Dur, in der Ukraine auch als Sinfonie No. 1 bekannt, in den Archiven des Vatikans gefunden. Diese Komposition von 1770–1772 galt, wie die meisten Werke Beresowskis, seit dem 18. Jahrhundert als verschollen. In Russland wurde sie nach ihrer Entdeckung sofort dem kulturellen Erbe des Landes zugerechnet und als „erste russische Symphonie“ bezeichnet. Der ukrainische Dirigent Kirill Karabits erklärte 2016 öffentlich, dass dies das Werk eines ukrainischen Komponisten sei.

### Oper Demofont
In Italien vertonte Beresowski 1773 das Libretto Demofoonte von Pietro Metastasio zu seiner Oper Demofont. In einem Artikel in der Lokalzeitung Notizie del mondo ist die Uraufführung im Teatro San Sebastiano, Livorno im Februar 1774 überliefert. Vier Arien sind erhalten und bezeugen seine enge Verbindung zu den neapolitanischen und venezianischen Opernschulen. Beresowskis Werk zeigt die damals aktuellen Tendenzen in der Entwicklung der Opernkomposition auf, Emotionen und Aufrichtigkeit, Noblesse und melodische Schönheit.

### Sonate für Violine und Cembalo
Das einzige bekannte Instrumentalwerk von Beresowski ist die 1772 in Pisa geschriebene Sonate für Violine und Cembalo. Das Manuskript dieser Sonate wurde in der Pariser Nationalbibliothek aufbewahrt und vom Musikwissenschaftler Wasyl Wytwycky gefunden, später von M. Stepanenko entschlüsselt und 1983 vom Verlag Musical Ukraine veröffentlicht. Die Sonate ist dreiteilig, die energischen Extrempartien kontrastieren mit der langsamen Mitte. Wie auch in seiner Oper Demofont ahmt er die Traditionen der damaligen westeuropäischen Musik nach und zeigt deutlich sein lyrisches Talent.

### Kultureller Einfluss
Seine Lebensgeschichte diente teilweise als Inspiration für Andrei Tarkowskis Film Nostalghia (1983).

### Ehrungen
- 1995 wurde in Hluchiw ein Denkmal für den Komponisten (Bildhauerin Inna Kolomiets) errichtet.
- 2005 wurde an der Fassade der Musikakademie von Bologna eine Gedenktafel zu Ehren des ukrainischen Komponisten errichtet. Nach Mozart war Beresowski der zweite ausländische Komponist, der auf diese Weise am weltberühmten Zentrum für Kultur und Kunst, der Bologna Academy, geehrt wurde.
- In Hluchiw und Tschernihiw sind Kunstschulen nach ihm benannt.

## Werke
- Demofont, Oper
- Sinfonien Nr. 11[12]  in C-Dur (1770–1772) sowie zwei weitere Sinfonien sind erhalten
- Sonate für Violine und Cembalo (1772)
- Konzert für vier Instrumente und Cembalo in g-Moll

### Geistliche Konzerte
- Do Not Reject Me in My Old Age/Verstoße mich nicht im Alter[13]
- Zyklus liturgischer Gesänge[14]
  - „Otche nash“ (Vaterunser)
  - „Viruiu“ (Credo)
  - „Vier Abendmahlshymnen“ – 'Chashu spaseniia' (Kelch der Erlösung), 'V pamiat' vichnuiu' (In ewiger Erinnerung), 'Tvoriai anhely svoia' (Lasst die Engel erschaffen) und 'Vo vsiu zemliu' (Über das ganze Land)[15]